# Маслов, Юрий Николаевич
Юрий Николаевич Маслов (15 июня 1938, Юрьевец — 20 апреля 2007, Москва) — русский инженер-электромеханик, доктор технических наук, профессор, действительный член Международной академии информатизации, заслуженный изобретатель РСФСР(1982 г.), кавалер ордена «Дружбы Народов» , член Союза журналистов РФ и Международного Союза журналистов, профессор кафедры «Информатика и компьютерный сервис» факультета Института информационных систем МГУС (РГУТиС), член Ученого Совета факультета «Института информационных систем» МГУС (РГУТиС).
Юрий Николаевич — соавтор более 400 научных работ и 65 изобретений.
Многие разработки профессора Маслова внедрены в производство, особенно широкое распространение получило Намагничивающее устройство, обеспечивающее режим синусоидальной формы кривой магнитной индукции (напряженности магнитного поля), серийно выпускаемое промышленностью.
Его разработки удостоены одной серебряной и тремя бронзовыми медалями ВДНХ
В 2007 году издательство «Международный Биографический Центр» выпустил четвертое издание справочника «2000 выдающихся учёных 20-го столетия» (англ. 2000 Outstanding Scholars of the 20th Century), в которое была включена статья о Ю. Н. Маслове.

## Биография
После окончаний средней школы Маслов Ю. Н. в 1955 г. поступает на электротехнический факультет Горьковского политехнического института. Закончив его в 1960 по специальности инженер-электромеханик, три года работает инженером-конструктором на одном из предприятий Владимира.
С 1963 до 1983 преподает во Владимирском политехническом институте, где защищает кандидатскую диссертацию, получает ученое звание доцента, а с 1975 по 1983 заведует кафедрой электротехники и электрорадиоизмерений.
Здесь он организует научную школу по проблеме «Испытания магнитных материалов в ложных режимах перемагничиваний».
Президиум верховного Совета РСФСР присваивает ему почетное звание «Заслуженный изобретатель РСФСР» за внедрение авторских свидетельств и патентов.
С марта 1983 г. Юрий Николаевич работает в Москве по приглашению Министерства электротехнической промышленности СССР, где в качестве главного конструктора проекта продолжает разрабатывать магнитную тематику на Московском электромеханическом заводе им В. И. Ленина.
В 1988 защищает докторскую диссертацию по теме «Производственные испытания магнитных материалов и систем в регламентированных режимах перемагничивания».
В 1989 Ю. Н. Маслова приглашают на работу в Московский технологический институт (ныне МГУС (РГУТиС)) на должность заведующего кафедрой «Автоматизация производства управления».
С 1990 по 1995 одновременно с заведованием кафедрой Маслов Ю. Н. исполняет обязанности проректора по научной работе технологического института.
В этот же период Юрию Николаевичу присваивается ученое звание профессора и звание действительного члена Международной Академии информатизации.
В июне 2001 Ю. Н. Маслов представляет свои разработки на Международной выставке по автоматизации в Нюрнберге, Германия.
Он организует научный семинар по проблеме «Современные средства управления бытовой техникой», итоги которого подводятся под научным руководством Юрия Николаевича в виде ежегодных планерных научных конференций с выпуском материалов, а I—IV научно-технические конференции проведены в формате международных.
В 2007 году состоялась VIII научно-техническая конференция, которая стала последней конференцией, подготовленной Юрием Николаевичем.
За время работы в ВУЗах Маслов Ю. Н. читал лекции, проводил практические и лабораторные занятия по следующим дисциплинам: «Теоретические основы электротехники», «Электрорадиоизмерения», «Электротехника», «Автоматизация производства», «Элементы автоматики», «Метрология, стандартизация, сертификация», "Введение в специальность «Сервис» ", «Элементы информационных систем».
Юрием Николаевичем было выпущено более 150 специалистов и инженеров по различным специальностям.
Научную школу профессора Ю. Н. Маслова окончило пятнадцать будущих кандидатов наук, защитивших диссертацию под его научным руководством, им были подготовлены пять докторов наук.
Похоронен в Москве на Николо-Архангельском кладбище.

## Научные публикации
Общий список научных публикаций профессора Ю. Н. Маслова насчитывает 450 работ (в список научных публикаций включено описание 65 изобретений).
Научные статьи Юрия Николаевича, в основном, печатались в Материалах международных Конференции и в таких известных журналах, как «Электротехника», «Измерительная техника», «Датчики и системы управления» и т. д. и были переизданы за рубежом.

### Монографии и учебные пособия
Наиболее известными из них являются:
- Автоматический контроль магнитных параметров. Учебное пособие.[6]
- Трансформаторы. Асинхронные машины. Учебное пособие.[7]
- Датчики. Намагничивающие устройства. Измерительные устройства и установки. Учебное пособие.[8]
- Испытание магнитных материалов и систем в синусоидальных и квазистатических режимах перемагничивания. Монография.[9]
- Терминологический словарь по автоматике, информатике и вычислительной технике.[10]
- Производственные испытания магнитных материалов и систем. Монография.[11]
- Терминологический словарь по машиностроению.[12]
- Определение характеристик магнитных материалов в сложных режимах перемагничивания. Монография.[13]